# Osmidus
Osmidus is een kevergeslacht uit de familie van de boktorren (Cerambycidae). De wetenschappelijke naam van het geslacht werd voor het eerst geldig gepubliceerd in 1873 door LeConte.

## Soorten
Osmidus is monotypisch en omvat slechts de volgende soort:
- Osmidus guttatus LeConte, 1873